# Chega!
Chega! (estilizado como CHEGA!; en español, «¡Basta!»), abreviado como CH, es un partido político portugués de extrema derecha. Su inclusión en el registro de partidos políticos portugueses fue aceptada por el Tribunal Constitucional el 9 de abril de 2019. Formó parte de la coalición Basta!, con la que concurrió a las elecciones europeas de 2019, a pesar de no lograr ningún eurodiputado. Su gran ascenso se produjo en las elecciones parlamentarias de Portugal de 2022 en las que se convirtió en la tercera fuerza política del país al conseguir el 7,15% de los votos y 12 diputados.

## Historia
El partido fue fundado como una escisión del Partido Social Demócrata, y tenía el objetivo de ser una «alternativa para el centroderecha y la derecha que parecen no existir». Fue formalizado como el 24° partido de Portugal en abril de 2019 por el Tribunal Constitucional.
En 2020, la prensa señaló la "atmósfera de guerrilla" que prevalece dentro del partido, resultado de las tensiones entre las diferentes facciones que lo componen.

### Primera convención
En la primera convención de Chega! se eligió a su líder y los cabezas de lista de las dos áreas metropolitanas del país. Esta convención mostró apoyo a André Ventura, que ganó con el 94 % de los votos. Para los cabezas de lista de las diferentes regiones, se acordó que André Ventura sería el cabeza de lista para el distrito de Lisboa y que el jefe de lista para el distrito de Oporto sería Hugo Ernano, un militar de GNR condenado por matar a un joven durante una persecución después de un robo. También se anunció que el partido presentaría su propio candidato a las elecciones presidenciales portuguesas de 2021. También confirmó que se reunirá con Santiago Abascal, líder del partido político español Vox.

### Elecciones europeas y parlamentarias
Tras varios problemas con el Tribunal Constitucional, Chega concurrió a las elecciones al parlamento europeo de 2019, dentro de la coalición Basta!. Esta coalición también incluía al Partido Popular Monárquico y al Partido Ciudadanía y Democracia Cristiana, además del movimiento político Democracia 21. La coalición logró 49.496 votos, el 1,49 % del total, por lo que no logró ningún escaño en el parlamento europeo.
En las elecciones parlamentarias de 2019 logró elegir como diputado a su líder André Ventura por Lisboa, constituyendo por primera vez la vuelta de la extrema derecha al parlamento portugués desde el 25 de abril de 1974.

### 'Fusión' con PPV/CDC
En el año 2020, el Partido Ciudadanía y Democracia Cristiana, que ya habría competido junto a Chega en las elecciones parlamentarias y europeas de 2019 de ese mismo año, buscó una fusión entre los dos partidos, realizada en Chega. Esta decisión estaría justificada por el hecho de que ambos partidos tienen proyectos políticos comunes y que, con la creación de Chega, los objetivos políticos del PPV/CDC estarían representados. Sin embargo, el Tribunal Constitucional no permitió esta fusión, justificando que las fusiones de partidos no están previstas en la Ley de Partidos Políticos. Como consecuencia, el Partido Ciudadanía y Democracia Cristiana solicitó su disolución a la Corte Constitucional (efectiva a partir del 10 de noviembre de ese año), aconsejando a sus militantes que se unieran a Chega. 

### Elecciones presidenciales
En las elecciones presidenciales del 24 de enero de 2021, André Ventura (candidato de Chega) alcanzó el tercer puesto con un 11.9% del voto. 

### El gran ascenso en las elecciones parlamentarias de 2022
En las elecciones parlamentarias de Portugal de 2022 se convirtió en la tercera fuerza política del país al conseguir el 7,15% de los votos y 12 diputados.

## Ideología
Chega! se define como un partido político de naturaleza y base nacionalista, liberal en la economía, democrática, conservadora en las costumbres y personalista. Aboga por un estado presidencialista y secular, la promoción de la justicia efectiva y la disminución de la presencia del estado en la economía. El partido se presenta como conservador social y nacionalista, y es considerado nativista. Ha sido descrito académicamente como parte de una nueva derecha radical portuguesa, que habría sido marginada desde la revolución del 25 de abril de 1974.
Aunque el partido es considerado conservador e incluso, de extrema derecha debido a algunas manifestaciones llevadas a cabo por sus militantes y su relación con fuerzas populistas de similar ideología en el resto de Europa (VOX en España, Agrupación Nacional en Francia y Lega en Italia), su líder, André Ventura, defiende el derecho al aborto en casos de que la mujer sea violada, el reconocimiento de las uniones entre personas del mismo sexo (pero no el matrimonio)[cita requerida], y la legalización de la prostitución.     
El Global Project Against Hate and Extremism (GPAHE), una ONG estadounidense especializada en el estudio de los movimientos extremistas, advirtió en un informe de 2023 que Chega es un "antiinmigrantes, antimujeres, anti-LGBT, antigitanos, anti-Partido musulmán y conspiranoico". La organización también destaca la presencia de numerosos supremacistas blancos, identitarios y neonazis en las filas del partido. Un artículo de investigación posterior de GPAHE encontró evidencia de miembros "más extremistas" en el grupo Juventud Chega, incluidos "supremacistas blancos, fanáticos del ex dictador Antonio Salazar y simpatizantes del fascismo", incluido el presidente de la rama de Coimbra, João Antunes, el líder de la filial de Oporto, Francisco Araujo, y la dirigente de Vila Nova de Famalicão, Joana Pinto Azevedo.

### Seguridad, justicia e inmigración
Según Lourenço Pereira Coutinho, en las áreas de justicia, seguridad y emigración, CHEGA está en línea con las propuestas comunes a la autodenominada "derecha iliberal" europea. Se propone introducir legislación en el Código Penal sobre la castración química a quienes sean culpables de delitos de carácter sexual cometidos contra menores de 16 años, para evitar la reincidencia. Otra propuesta es la "oposición frontal a la tipificación del llamado "delito de odio" en el derecho penal portugués". Sostiene que es necesario reflexionar sobre el régimen de libertad condicional o sobre el agravamiento del marco penal para delitos de especial gravedad, defendiendo la obligación de la pena de prisión efectiva para los delitos de violación, sin posibilidad de suspensión de la pena, y la introducción de cadena perpetua para los delitos más graves, a saber, los delitos de terrorismo u homicidios con características específicas. Otro es el retiro de todos los privilegios en las cárceles (salarios, beneficios sociales, becas, etc.) para los presos condenados por terrorismo y los inmigrantes ilegales.
Respecto al tema migratorio, CHEGA quiere el fortalecimiento de las fronteras, "dotando a la Policía y las Fuerzas Armadas de todos los recursos materiales y humanos para que puedan cuidar las fronteras con total efectividad junto con la indispensable protección legal".
Siendo un firme defensor de la civilización occidental, el partido también se posiciona contra el islamismo radical y propone un control fronterizo más fuerte y una disminución de la inmigración masiva e ilegal.

### Economía
El partido está a favor de reducir la carga impositiva, considerando el «sistema tributario brutal y agresivo que carga desproporcionadamente contra quienes generan riqueza» y «les quita casi la mitad de su salario». También aboga por reducir la burocratización que considera, junto con la carga fiscal, una de las principales causas del desempleo de larga duración, la emigración y el atraso competitivo de la economía.

#### Servicios públicos
Defiende el desmantelamiento del sistema público de salud y educación y la supresión del Ministerio de Educación. Tiene la intención de eliminar el aborto y las cirugías de cambio de sexo de la salud pública, lo que "implicará el fin inmediato del apoyo estatal y los subsidios tanto para el aborto como para el cambio de sexo a través del Servicio Nacional de Salud".

### Europa
El 6 de enero de 2021, durante un debate para las elecciones presidenciales de 2021, André Ventura criticó al candidato Tiago Mayan Gonçalves (IL), acusándolo de no ser "de derecha" diciendo que está "asombrado de que alguien aparezca en un debate y diga: 'Yo soy de derecha, pero las pobres minorías son muy frágiles y tenemos que estar de su lado. ¿Ser de derecha? Te voy a dar una sugerencia, Tiago. Deja de llamarte Iniciativa Liberal y empieza a llamarte Izquierda Liberal, es mejor ".
El 8 de enero de 2021, André Ventura celebró una rueda de prensa junto a Marine Le Pen (líder del partido francés Agrupación Nacional), en la que defendió una Europa "de matriz cultural y cristiana y de identidad, frente a la inmigración descontrolada", acusando a la mayoría de los inmigrantes europeos de que sólo quieren "beneficiarse del sistema económico y de seguridad social sin aceptar ningún tipo de integración".
Chega recibió el apoyo de socios del grupo europeo Identidad y Democracia y se declaró unido contra la inmigración y por la restauración de las fronteras internas en la Unión Europea.

## Órganos Internos

### Dirección Nacional
Presidente: André Ventura
Vicepresidentes:
1º VP: António Tânger Correa
2º VP: Pedro Frazão
3º VP: Marta Trindade
Vocales
1º Vocal: Pedro Pinto
2º Vocal: Rui Paulo Sousa
3º Vocal: Diogo Pacheco de Amorim
4º Vocal: Patrícia de Carvalho
5º Vocal: Ricardo Regalla
6º Vocal: Rita Matias.

## Resultados electorales

### Elecciones legislativas
| Año  | Cabeza de lista | Votos                                    | %      | +/-          | Escaños | +/-          |
| ---- | --------------- | ---------------------------------------- | ------ | ------------ | ------- | ------------ |
| 2019 | André Ventura   | 67 826 (7.º)                             | 1,29%  | No participó | 1/230   | No participó |
| 2022 | André Ventura   | 385 543 (3.º)                            | 7,15%  | 5,85         | 12/230  | 11           |
| 2024 | André Ventura   | 1 169 836 (3.º)                          | 18,07% | 10,92        | 50/230  | 38           |
| 2025 | André Ventura   | 1 436 863 (2.º en escaños, 3.º en votos) | 23,43% | 5,36         | 60/230  | 10           |

### Elecciones europeas
| Año  | Votos        | %    | +/-  | Escaños | +/- | Notas  |
| ---- | ------------ | ---- | ---- | ------- | --- | ------ |
| 2019 | 49 496 (#9)  | 1,49 | 0,58 | 0       |     | Basta! |
| 2024 | 387.068 (#3) | 9,79 | 8,30 | 2/21    | 2   |        |

### Elecciones presidenciales
| Fecha | Candidato     | 1.ª vuelta | 1.ª vuelta | 1.ª vuelta |
| Fecha | Candidato     | Cl.        | Votos      | %          |
| ----- | ------------- | ---------- | ---------- | ---------- |
| 2021  | André Ventura | 3.º        | 496.653    | 11.9       |